# Matthew Jones (rugby à XV)
Pour les articles homonymes, voir Matthew Jones.
Pas d'image ? Cliquez ici

a Compétitions nationales et continentales officielles uniquement.

b Matchs officiels uniquement.
Dernière mise à jour le 7 janvier 2025.
Matthew Jones, né le 4 avril 1984 à Bridgend (pays de Galles), est joueur de rugby à XV international gallois. Il joue au poste de demi d'ouverture.

## Palmarès
- Vainqueur de la Celtic League en 2005 et 2007 avec les Ospreys.